# داود الشريان
داود عبد العزيز محمد الشريان ( 17 ذو الحجة 1373 هـ - 15 أغسطس 1954) إعلامي وصحافي ومقدم برامج سعودي، تولّى منصب الرئيس التنفيذي لهيئة الإذاعة والتلفزيون في السعودية خلال الفترة من نوفمبر 2017 وحتى 2019، كما تقلد عددًا من المناصب خلال مسيرته المهنية منها نائب مدير عام قناة العربية، ومدير عام مجموعة إم بي سي، ورئيس تحرير موقع العربية نت.

## النشأة والتعليم
- ولد داود الشريان في عنيزة إحدى محافظات منطقة القصيم في السعودية، ونشأ في العاصمة الرياض وتلقى تعليمه المبكر فيها، بعد انتقال أسرته إليها إثر وفاة جده.
- بدأت أولى بوادر اهتمامه وميوله للعالم الإعلامي في المرحلة المتوسطة، التي أظهر خلالها اهتمامًا بالمسرح الذي تعرف عليه من خلال مسابقات مسرحية سنوية تُقام على مستوى المدارس آنذاك، وتلقى تشجيعًا من الممثل السعودي محمد الطويان الذي التقاه وقاده إلى التمثيل المسرحي على مسرح المعهد الفني في الرياض، امتد اهتمامه بالمسرح خلال دراسته المرحلة الثانوية في مدرسة اليمامة الثانوية التي كانت تضم مسرحًا بتصميم روماني.
- التحق الشريان بعد تخرجه من الثانوية بكلية الإعلام وتخصص في الصحافة بجامعة الملك سعود، وحصل على البكالوريوس منها في عام 1977م.[2]

## حياته العملية
- خاض الشريان غمار الحياة العملية مبكرًا، إذ التحق بوظيفتين خلال العطلات الصيفية عندما كان في المرحلة المتوسطة، أحدها وظيفة في صيدلية، ينظم فيها المنتجات، والثانية مدخل بيانات لدى مؤسسة التأمينات الاجتماعية،[2]
- بعد عام من تخرجه من الجامعة بدأت حياته الإعلامية موظفًا في جريدة الجزيرة، وفي العام التالي انتقل إلى مجلة اليمامة، وعُيّن مديرًا للتحرير فيها، وكتب مقالات فيها من خلال عامود أسبوعي لمدة 7 أعوام. في عام 1980م أصبح أول مراسل لوكالة «إسوشيتد برس» في السعودية، سافر إلى الولايات المتحدة عام 1985م وتلقى دورة في اللغة الإنجليزية والصحافة، وفي عام 1987م أسس شركة للتوثيق والمعلومات وتولى إدارتها، وخلال عمله في الشركة مديراً عاماً تمت إعارته للعمل مديرًا عامًّا لمجلة الدعوة ورئيسًا لتحريرها، وعضوًا في المجلس إدارة الشركة الوطنية للتوزيع في عام 1987م.
- في عام 1989 أصبح رئيسًا لجريدة «المسلمون الدولية» الأولى وعضوًا في مجلس إدارة الشركة السعودية للأبحاث.
- في عام 1993م أصبح مسؤولًا عن التحرير والإدارة جريدة الحياة في السعودية ودول الخليج، وعضوًا في مجلس إدارة دار الحياة حتى عام 2003م، وفي عام 2004م.
- عمل مع تلفزيون دبي وقدم برنامجًا سياسيًّا أسبوعيًّا هو «برنامج المقال»، وحصل البرنامج في عامه الأول على الجائزة الفضية للبرامج الحوارية في مهرجان قناة الجزيرة، وكان هو البرنامج الوحيد الفائز بعد حجب الجائزة الذهبية.
- في أكتوبر 2006م أصبح نائبًا لمدير عام قناة العربية ومديراً عاماً لمجموعة إم بي سي في السعودية، وعضواً في مجلس إدارة قناة العربية، ومجلس إدارة مجموعة إم بي سي تولى رئاسة تحرير «موقع العربية نت» في مايو 2009م.
- في ديسمبر 2017 أصبح رئيساً لهيئة الإذاعة والتلفزيون السعودي،[1] واستمر في هذا المنصب إلى شهر ديسمبر عام 2019م.[3]
- عمل محاضرًا لمادتي «التقرير الصحفي» و«التحقيق الصحفي» على طلبة السنوات النهائية في جامعة الإمام، ومحاضرًا للعاملين في «وكالة الأنباء السعودية» والصحف والمجلات الحكومية، من خلال برامج معهد الإدارة العامة لتدريب موظفي القطاع العام، وكان أول صحفي يتم اختياره للتدريس في الجامعات والمعاهد السعودية.

## أعماله
- تخصص في كتابة العمود الصحفي في وقتٍ مبكر، واحترف كتابة العمود الصحفي، وكتب عمودًا أسبوعيًّا في مجلة اليمامة لمدة تزيد عن سبع سنوات، وكتب في صحف «البلاد» و«اليوم» و«الرياض» عمودًا يوميًّا لمدة تزيد عن أربع سنوات، ثم نقل عموده «أضعف الإيمان» إلى جريدة «الحياة» عام 1996 حتى اليوم، ونال «أضعف الإيمان» شهرة عربية واسعة وأصبح أحد أهم الأعمدة السياسية في الصحافة العربية. وكتب لصحف ومجلات محلية وعربية عديدة.
- له محاولات في الكتابة الدرامية والمسرحية، وتميز أسلوبه بلغة مباشرة وساخرة في آن واحد.

## مقالات
- الخال مدرج وابن أخته
- أضعف الايمان في جريدة الحياة
- أضعف الايمان أولاد البسة وأولاد الكلب مقال فيه اسقاطات على الوطن العربي والغرب.

## مسرحيات
- سوق الحمير من تأليف توفيق الحكيم أعتلى داوود الشريان المسرح ممثلا وقدم المسرحية على مسرح محمد فريد في القاهرة.

## برامجه
- برنامج (المقال) على قناة دبي.[4]
- واجه الصحافة، قناة العربية.
- الثانية، إم بي سي إف إم.
- الثامنة (برنامج) إم بي سي 1.
- الشريان، إم بي سي 1 برنامج رمضاني يقابل مشاهير العالم العربي.
- مع داود الشريان على قناة اس بي سي السعودية
- برنامج تحدي العائلات على ام بي سي 1.
- برنامج «الثانية مع داود» برنامج إذاعي على إذاعة MBC FM، وقد عاد بث البرنامج في 4 يونيو 2023 بعد توقف 10 سنوات،[5] حيث أذيعت آخر حلقة منه في 25 أبريل عام 2012م.[6]

## المؤلفات
- «عيال البسة» صدر عام 2023.[7]